# Simplicissimus
Simplicissimus (germană: [zɪmplɪˈtsɪsɪmʊs]) a fost o revistă satirică săptămânală în limba germană fondată de Albert Langen în aprilie 1896 și publicată până în 1967, cu o pauză în perioada 1944-1954. Ea a devenit bilunară în 1964. Numele ei provenea de la protagonistul romanului Der Abenteuerliche Simplicissimus Teutsch (1668) al lui Grimmelshausen. Sediul revistei a fost la München.

## Istoric
Combinând conținutul politic îndrăzneț și agresiv cu un stil grafic luminos și surprinzător de modern, Simplicissimus a publicat operele unor scriitori ca Thomas Mann și Rainer Maria Rilke. Țintele principale ale caricaturilor sale erau militarii prusaci rigizi și deosebirile sociale și de clasă germane așa cum erau văzute din atmosfera liberală și mai relaxată a orașului München. Printre colaboratorii revistei s-au aflat Hermann Hesse, Gustav Meyrink, Fanny zu Reventlow, Jakob Wassermann, Frank Wedekind, Heinrich Kley, Alfred Kubin, Otto Nückel, Robert Walser, Heinrich Zille, Hugo von Hofmannsthal, Heinrich Mann, Lessie Sachs și Erich Kästner.
În 1898 plângerea kaiserului Wilhelm de a fi ridiculizat pe copertă a dus la interzicerea apariției revistei. Editorul Langen a petrecut cinci ani în exil în Elveția și a fost amendat cu 30.000 de mărci de aur germane. O pedeapsă de șase luni de închisoare cu suspendare i-a fost dată caricaturistului Heine și o alta de șapte luni scriitorului Frank Wedekind. În anul 1906 editorul Ludwig Thoma a fost închis iarăși pentru șase luni din cauză că a atacat clerul. Aceste controverse au contribuit la creșterea tirajului revistei care a ajuns la aproximativ 85.000 de exemplare. După intrarea Germaniei în Primul Război Mondial, săptămânalul și-a atenuat tonul satiric, începând să sprijine efortul de război, începând să se ia în considerare oprirea apariției. Începând de atunci, cele mai incisive caricaturi satirice politice au fost cele ale artiștilor George Grosz, Käthe Kollwitz și John Heartfield.
Editorul Ludwig Thoma s-a înrolat într-o unitate medicală a armatei în 1917 și și-a pierdut gustul pentru satiră, denunțând activitatea sa anterioară în cadrul revistei pe care a numit-o imatură și deplorabilă. El a părăsit revista în 1920. 
În timpul Republicii de la Weimar revista a continuat să publice și a luat o poziție fermă împotriva extremiștilor de stânga și de dreapta. Pe măsură ce național-socialiștili deveneau, treptat, tot mai puternici, ei au folosit aceleași procedee precum în confruntările politice cu ceilalți adversari: acuzații verbale, amenințări, atacuri (în 1934 birourile revistei au fost distruse de SA) și intimidarea personală a redactorilor și artiștilor de la Simplicissimus, dar nu au cerut închiderea revistei. Editorul Thomas Theodor Heine, care avea origine evreiască, a fost forțat să demisioneze și a plecat în exil. Ceilalți membri ai echipei, inclusiv Karl Arnold, Olaf Gulbransson, Edward Thöny, Erich Schilling și Wilhelm Schulz au rămas și au urmat linia nazistă, fiind recompensați de către naziști. Revista a continuat să fie publicată, urmând o pantă descendentă a tirajului, până când, în cele din urmă, și-a încetat apariția în 1944. Ea a fost republicată în perioada 1954-1967.
Printre ceilalți artiști grafici asociați ai revistei sunt de menționat Bruno Paul, Josef Benedikt Engl, Rudolf Wilke, Ferdinand von Reznicek, Joseph Sattler și Jeanne Mammen.